# North Astor Street
North Astor Street est une rue de la ville de Chicago aux États-Unis.

## Situation et accès
Cette rue est l’artère principale du quartier historique et particulièrement huppé de Gold Coast, situé au nord du centre-ville. Elle est parallèle à la voie rapide Lake Shore Drive.
Elle est à sens unique, dans le sens nord-sud.

## Origine du nom

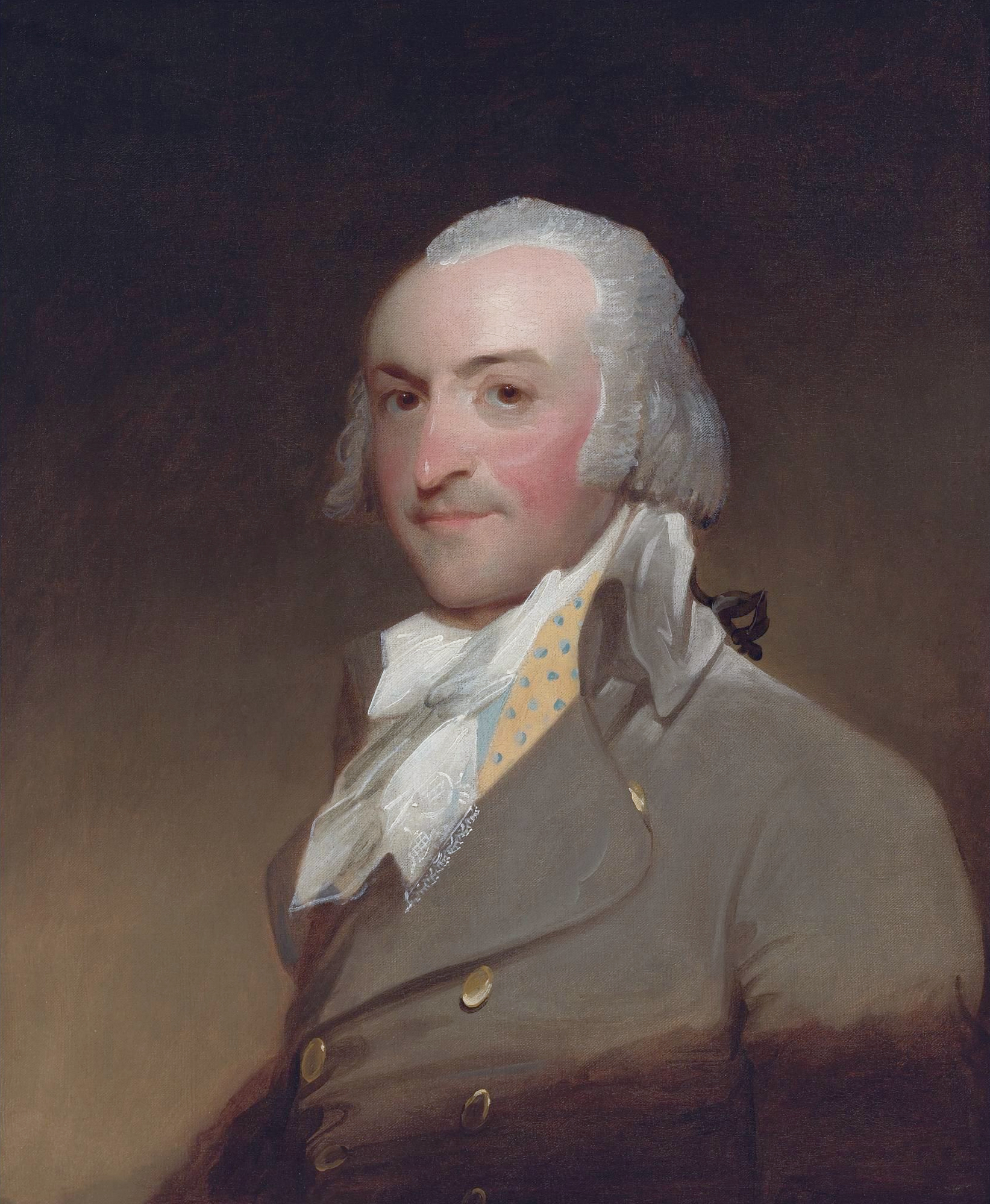
John Jacob Astor.

La rue doit son nom à John Jacob Astor (1763-1848), négociant en fourrure, opium et immobilier, qui fut le premier millionnaire de l’histoire des États-Unis.

## Historique
Le 19 décembre 1975, la rue est inscrite sur la liste des Sites remarquables de Chicago.

## Bâtiments remarquables et lieux de mémoire
- Une allée pavée de bois longue de 160 mètres relie Astor Street à State Street. Elle a été inscrite au Registre national des lieux historiques le 22 mai 2002.
- No 1209 : Renaissance Condominiums, bâtiment construit par Holabird et Roche en 1897 [2].
- No 1260 : bâtiment de 1932 dessiné par Philip Brooks Maher.
- No 1300 : bâtiment de 1963 conçu par Bertrand Goldberg.
- No 1301 : bâtiment de 1932 conçu par Philip Brooks Maher.
- Nos 1308-1312 : James L. Houghteling Houses (1887).
- Nos 1316-1322 : constructions de 1889.
- No 1345 : bâtiment de 1887.
- No 1355 : Astor Court, maison de style georgien construite en 1914 par Howard Van Doren Shaw. Une porte cochère conduit à un petit jardin et sa fontaine[3].
- No 1365 : Charnley-Persky House, maison dessinée par l’architecte Frank Lloyd Wright (1892). Elle abrite aujourd’hui le siège de la Society of Architectural Historians.
- No 1406 : bâtiment de 1922 conçu par David Adler.
- No 1444 : Edward P. Russel House, maison de style Art déco construite par Holabird and Root en 1929.
- No 1500 : palais de style Renaissance construit en 1893.
- No 1511 : maison de style georgien.

## Galerie

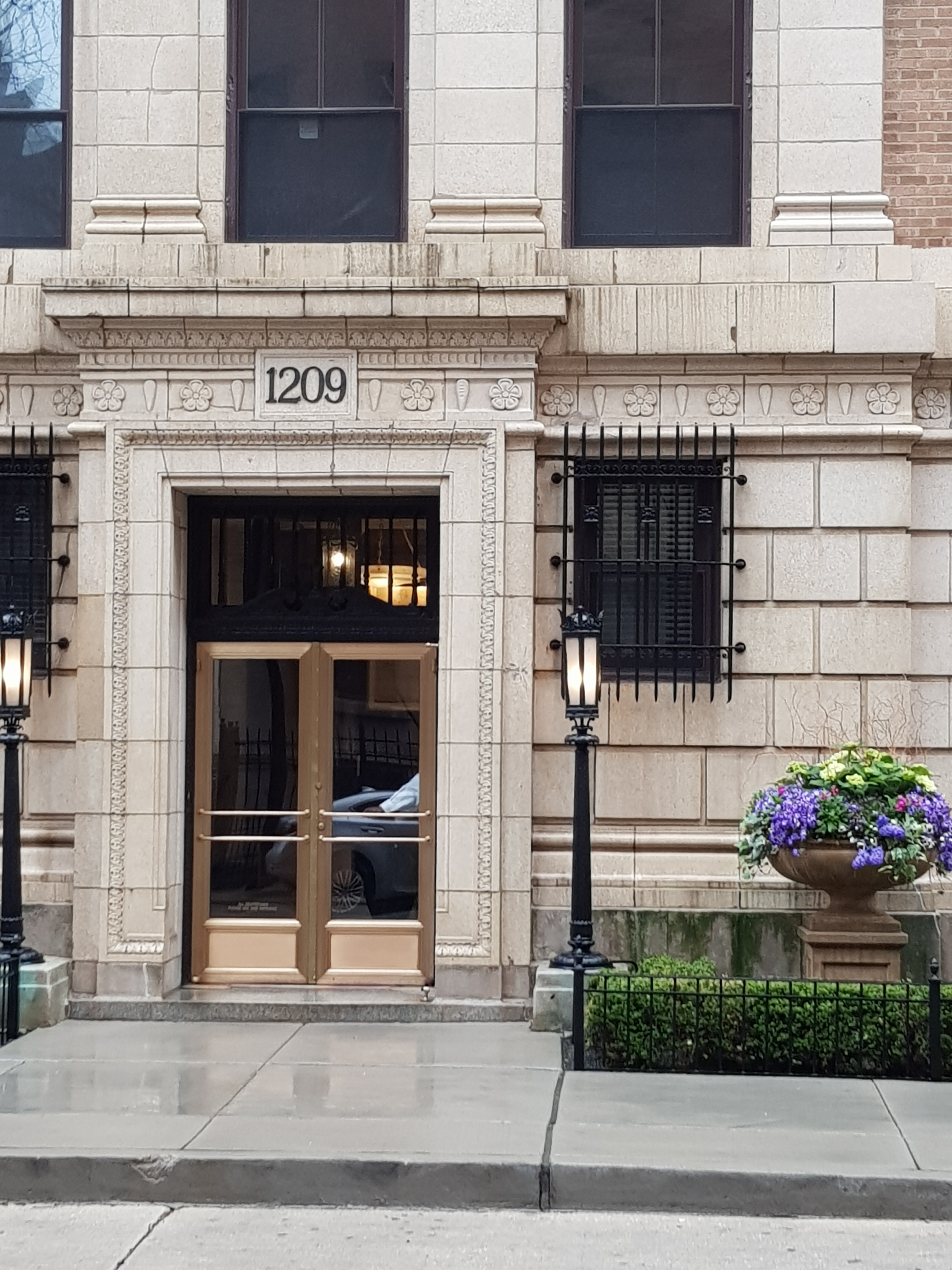
Entrée du no 1209.
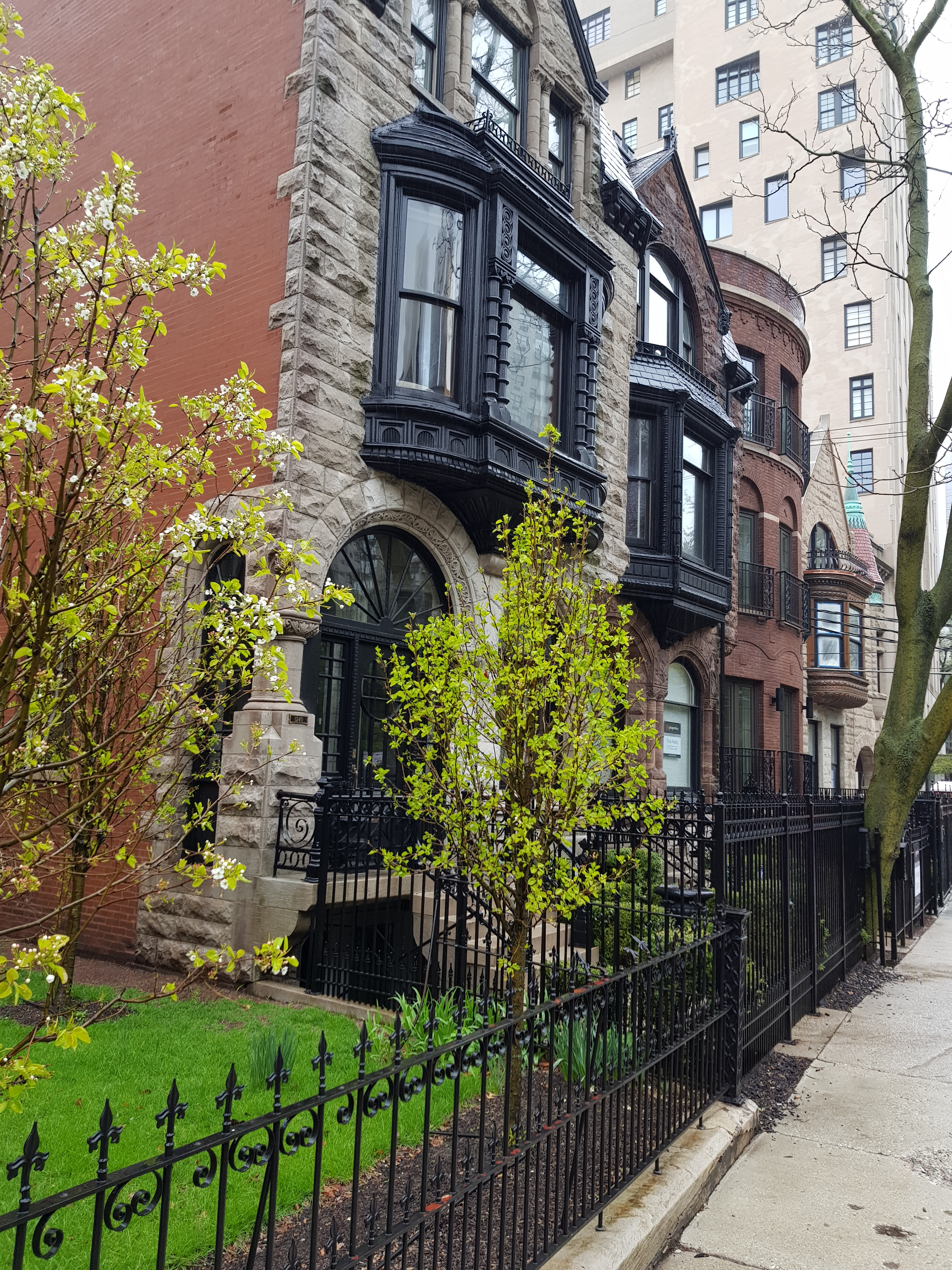
Façades.
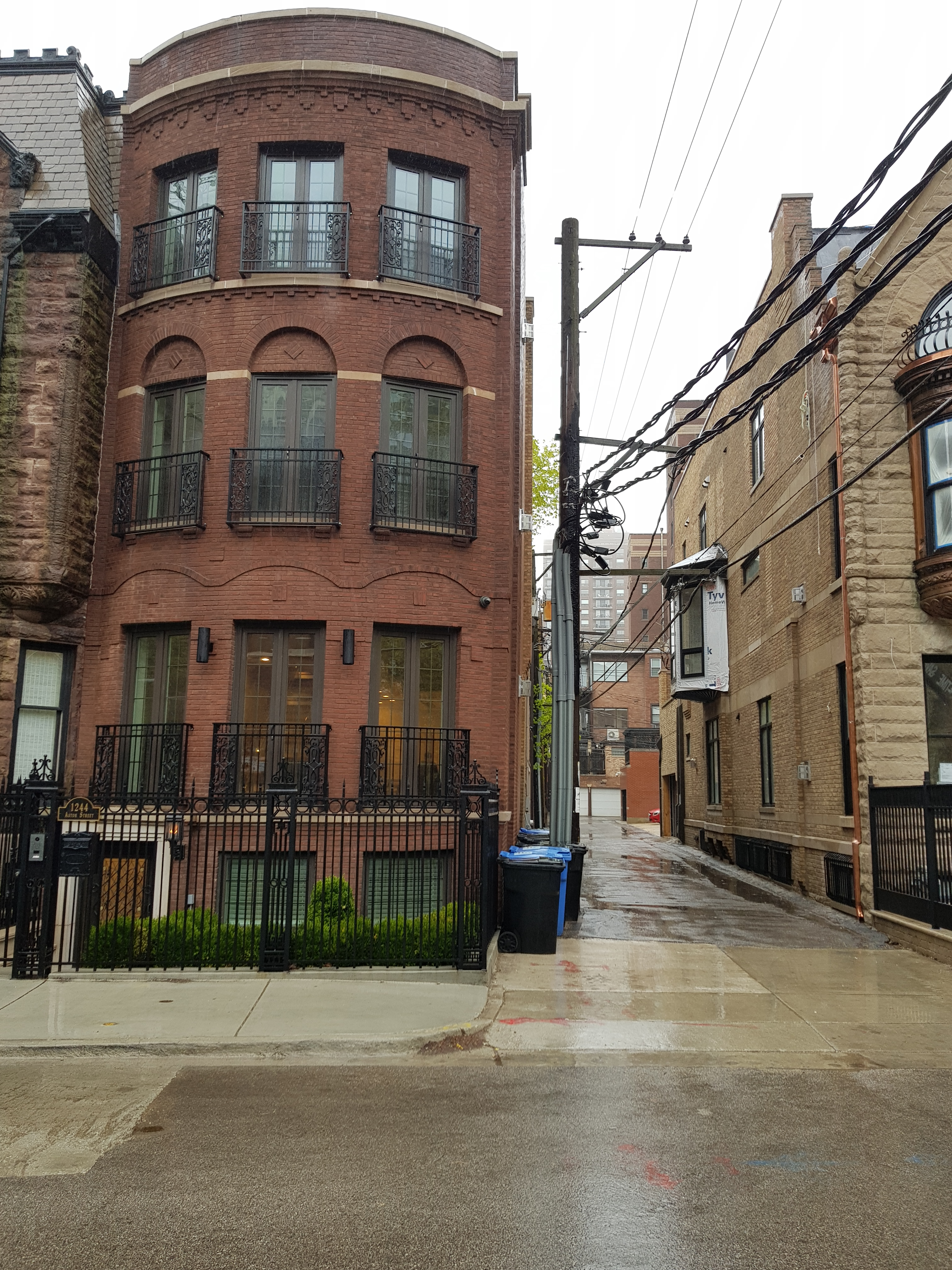
No 1244.
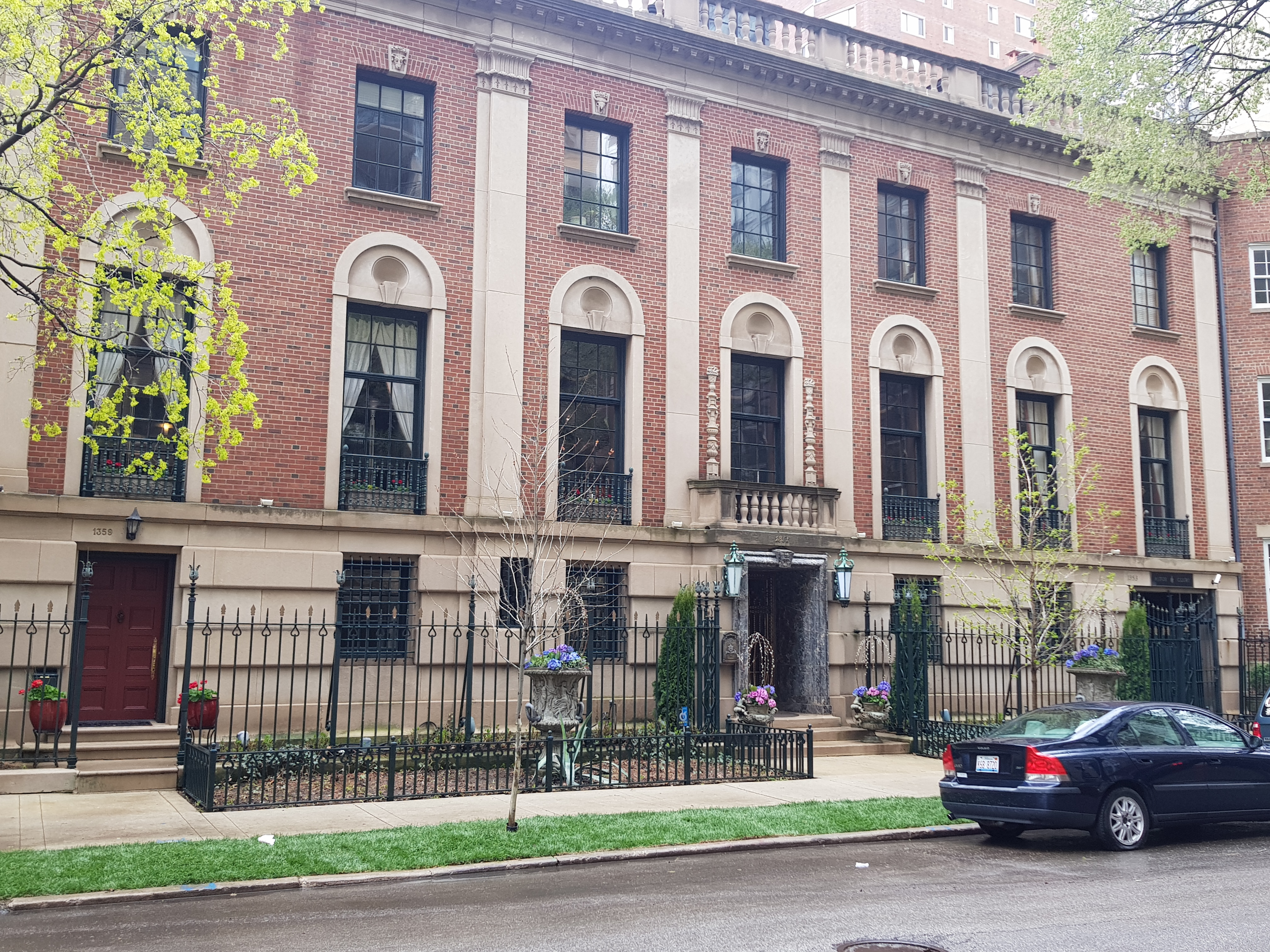
No 1355 : maison de style georgien (1914).
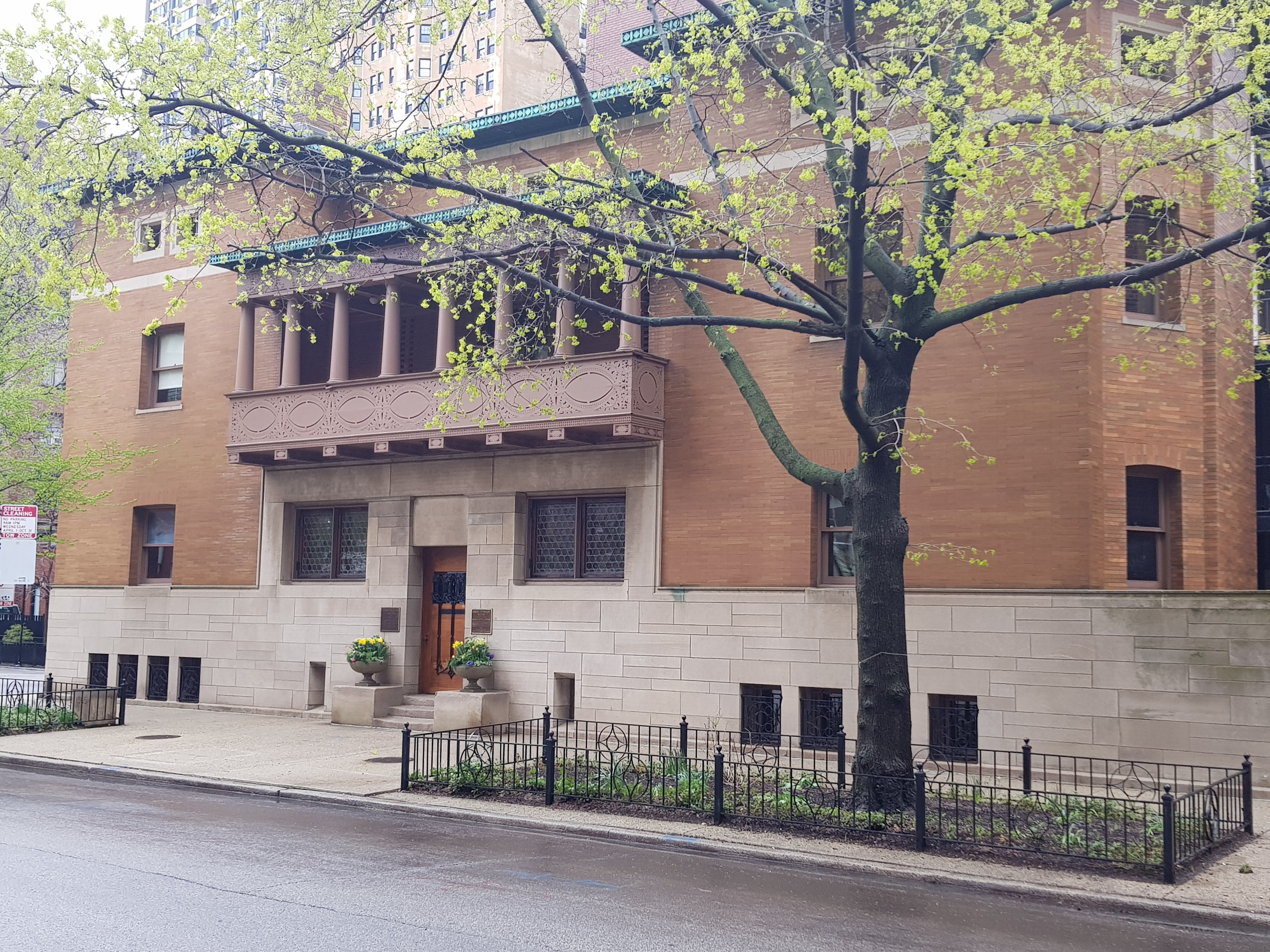
No 1365 : James Charnley House .
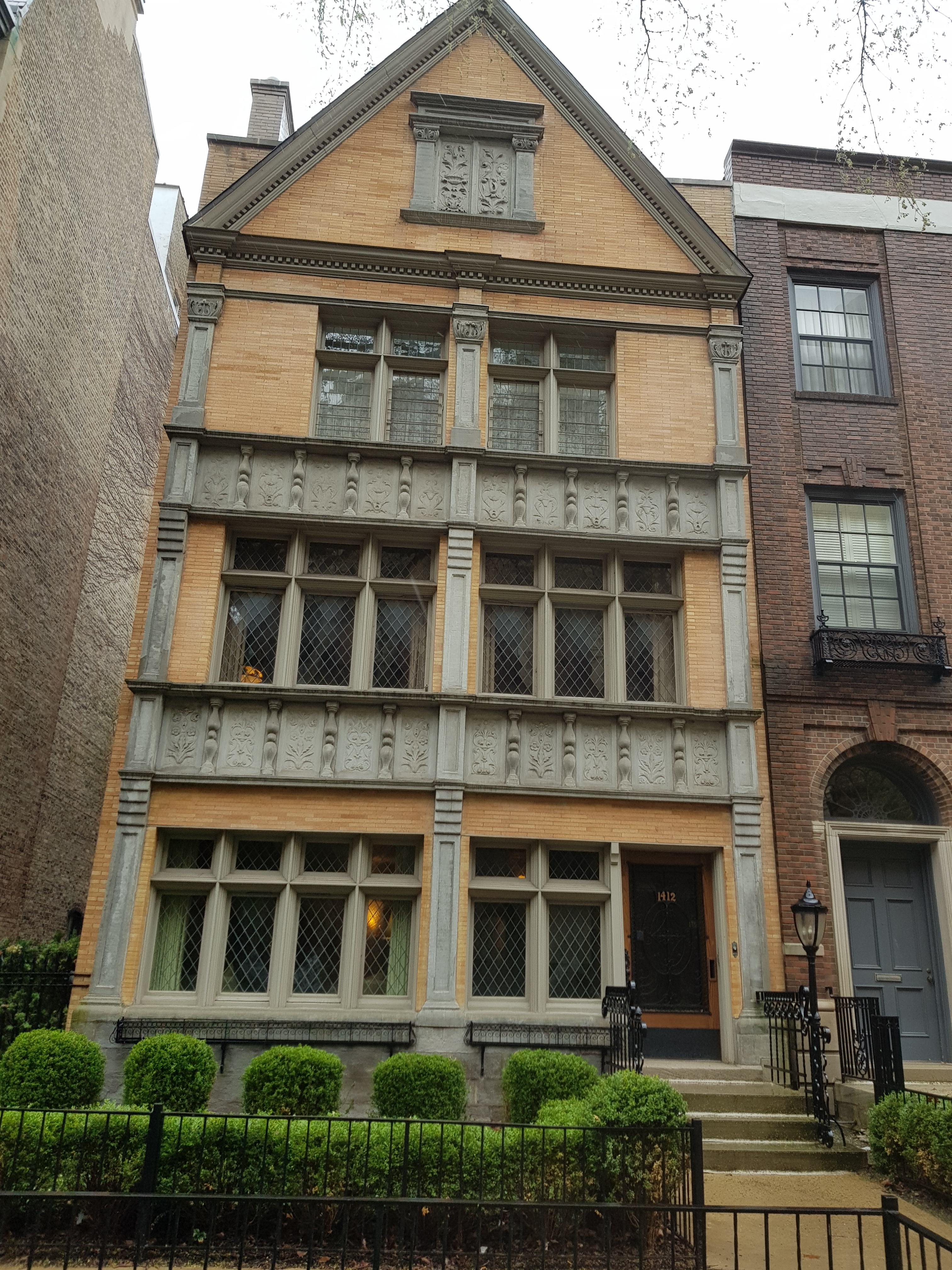
No 1412.
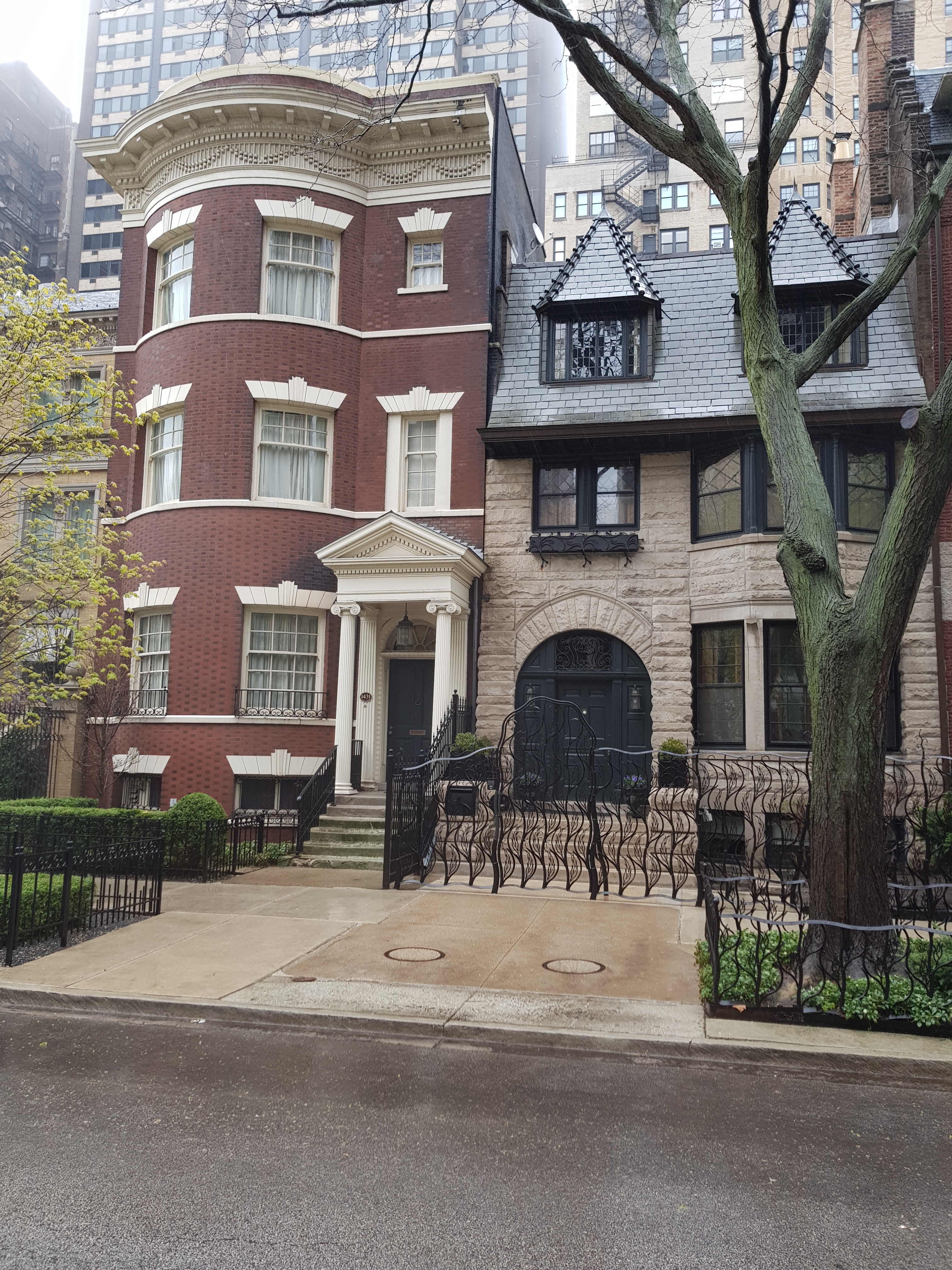
No 1431.
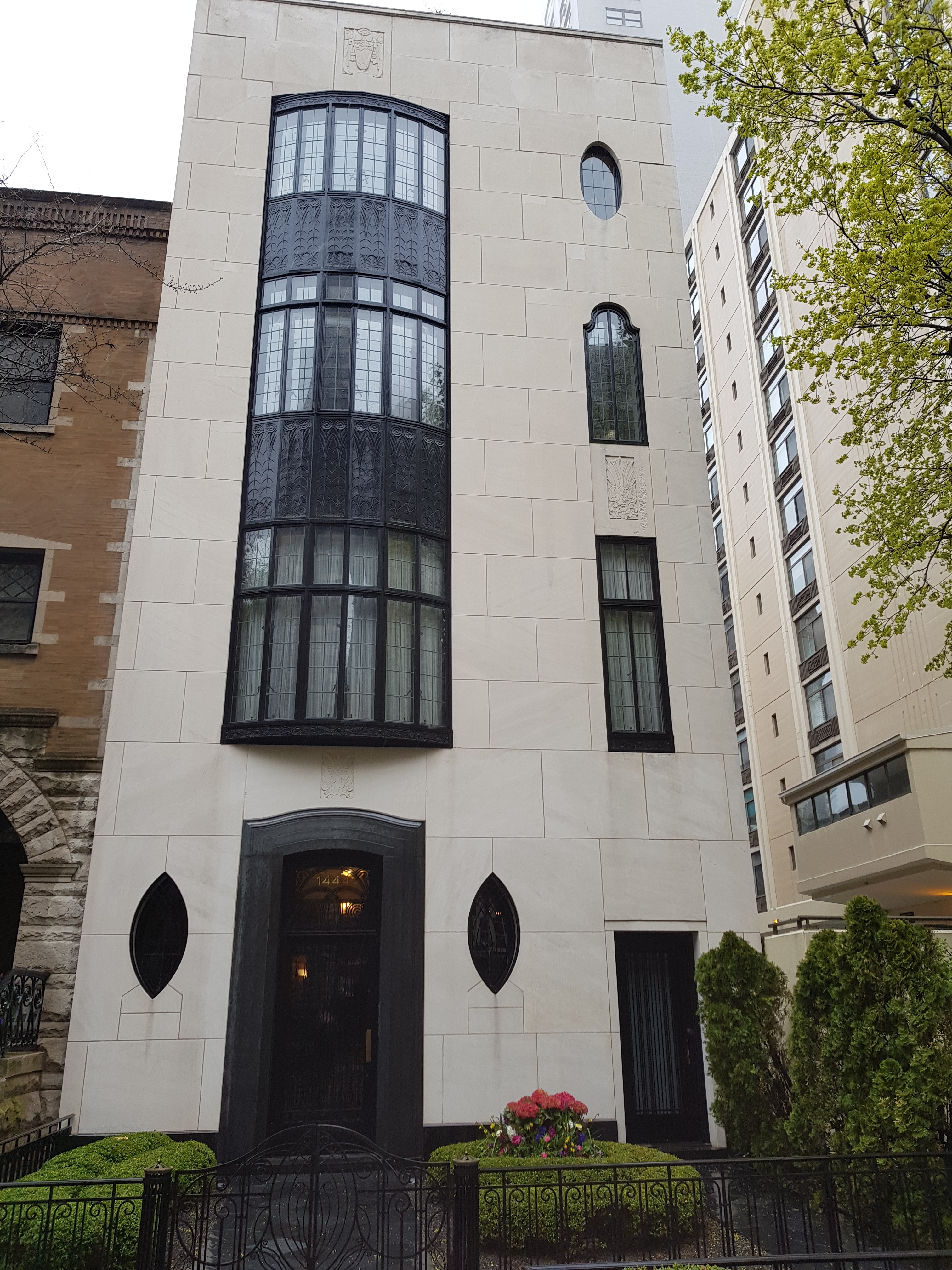
No 1444 : maison de style Art déco (1929).
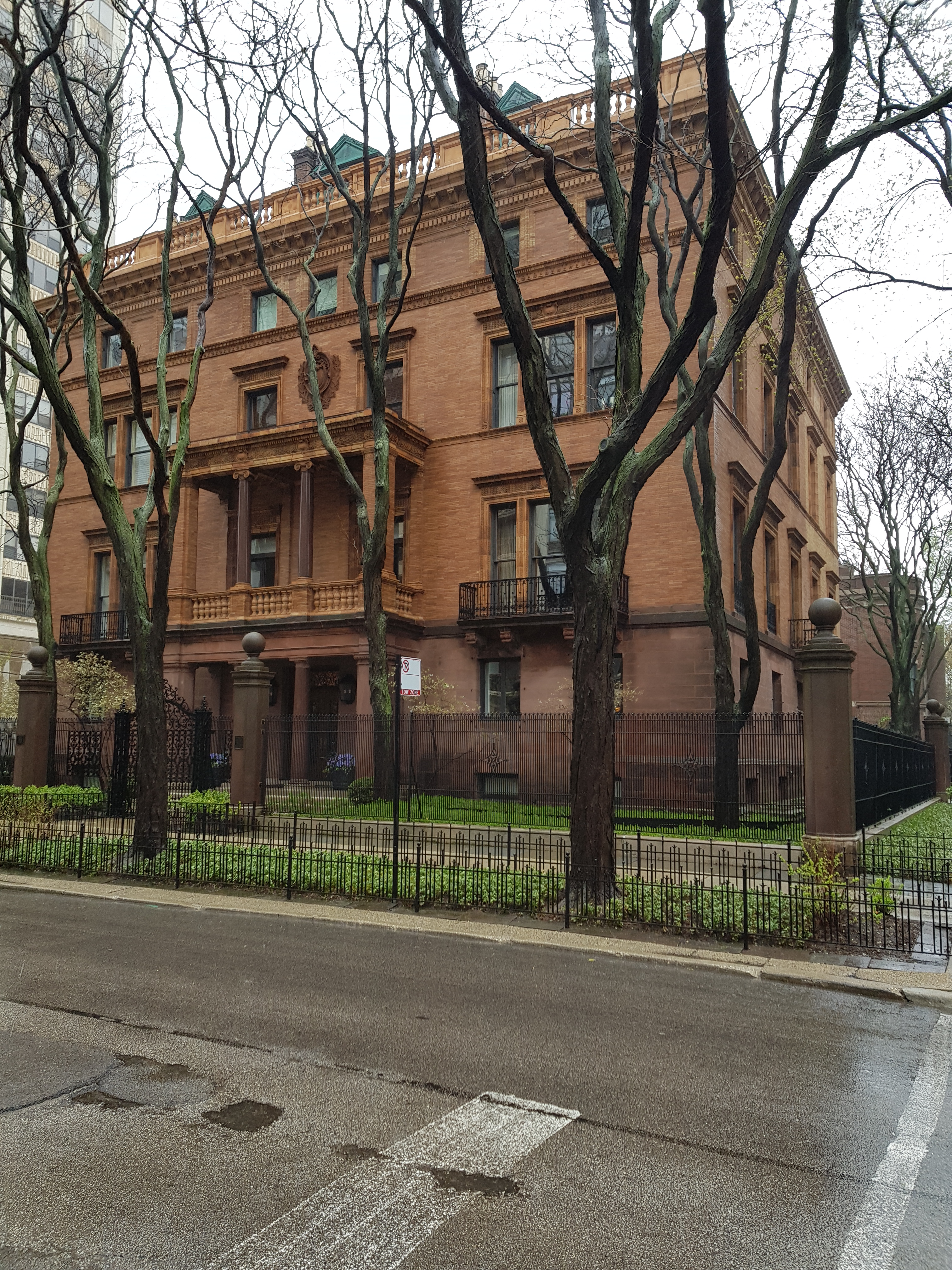
No 1500 : palais de style Renaissance.
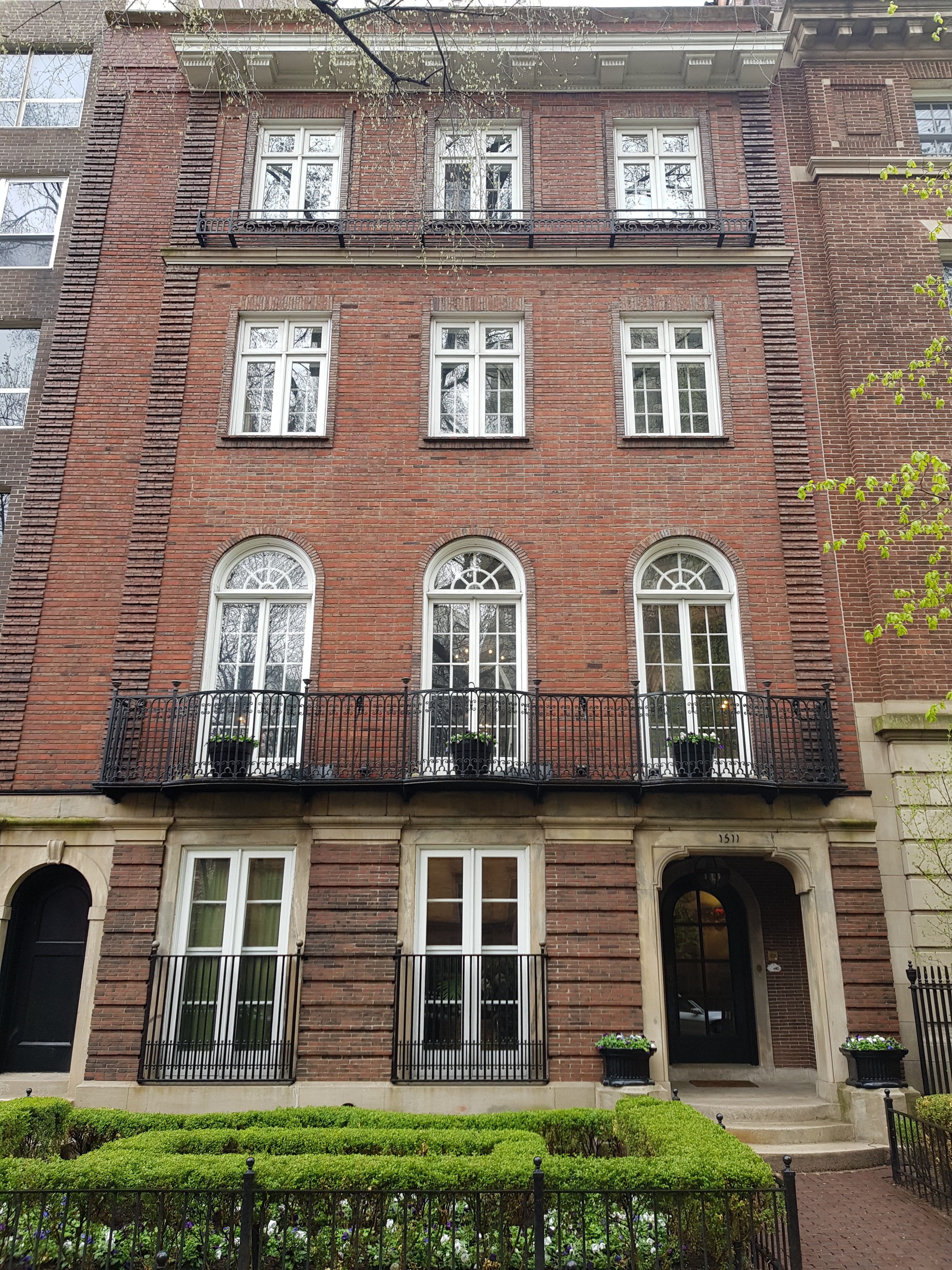
No 1511 : maison de style georgien.